# إيفال أندريه دوبونت
إيفال أندريه دوبونت (بالألمانية: Ewald André Dupont) (و. 1891 – 1956 م) هو مخرج أفلام، وكاتب سيناريو ألماني، ولد في تسايتز، توفي في لوس أنجلوس، عن عمر يناهز 65 عاماً.

## وصلات خارجية
- إيفال أندريه دوبونت على موقع IMDb (الإنجليزية)
- إيفال أندريه دوبونت على موقع روتن توميتوز (الإنجليزية)
- إيفال أندريه دوبونت على موقع ألو سيني (الفرنسية)
- إيفال أندريه دوبونت على موقع أول موفي (الإنجليزية)
- إيفال أندريه دوبونت على موقع قاعدة بيانات الأفلام السويدية (السويدية)
- إيفال أندريه دوبونت على موقع إن إن دي بي (الإنجليزية)
- إيفال أندريه دوبونت على موقع قاعدة بيانات الفيلم (الإنجليزية)
- إيفال أندريه دوبونت على موقع كينوبويسك (الروسية)